# ایوونا رولویچ
ایوونا رولِـویچ (لهستانی: Iwona Rulewicz؛ زادهٔ ۳۰ آوریل ۱۹۵۹) بازیگر و صداپیشه اهل لهستان است.
از فیلم‌ها یا مجموعه‌های تلویزیونی که وی در آن‌ها نقش داشته است، می‌توان به حوزه استحفاظی ۱۳، قسمت دوم، سال‌های شیرین، اجاره‌نشین‌ها، صفر-هفت، به‌گوشم، در خوشی و سختی، ع چون عشق، قانون حقیقی، کلبه جنگلی، دهن‌به‌دهن، پرستار کودک و مادران اشاره نمود.